# ФК „Обеля Сити“
ФК Обеля Сити е футболен клуб от квартал Обеля, град София. През сезон 2022/23 участва в А ОГ София (столица), група 1. Домакинските си срещи провежда на стадиона в кв. Требич, гр. София.

## История
Клубът е създаден на 18 юни 2019 г. от група 7 приятели с цел популяризиране на играта футбол сред младите, както и създаването на един отбор от сплотен колектив, който се забавлява на терена. На 16 април 2020 г. клубът е регистриран в регистрите на Министерството на Младежта и Спорта. На 12 октомври 2021 г. при провеждането на Конгреса на БФС е приет и за редовен член на БФС.
През първия си сезон 2019/20 под егидата на БФС отборът се представя добре и преди прекратяването на първенството през март 2020 г. поради коронавирус пандемията се намира на 4-то място в класирането с 10 победи и само 4 загуби с треньор Валентин Ванов.
През сезон 2020/21 начело на клуба като старши треньор е назначен Юлиян Петков, бивш професионален футболист с богат опит във вътрешното първенство на България, а също така и в чужбина. След не толкова силно преставяне в първенството отборът отборът заема 6-а позиция в крайното класиране с 9 победи, 5 равенства и 8 загуби. Спадът спрямо предходната година е породен от редица промени в състава на отбора и необходимото обиграване на новите момчета.
Сезон 2021/2022 е най – високото класиране на ФК Обеля Сити до момента заемайки 3 място в крайното класиране А ОГ София (столица), южна група с актив от 59 точки постигнат от 26 срещи с 19 победи от тях, 2 равенства и 5 загуби. В този сезон играчите успяват да реализират 101 гола в противниковите врати в рамките на 23 срещи.
Сезон 2022/2023 е разделен първоначално в две групи. След прикрючване на есенния дял първите 7 отбора от двете групи попадат в "Шампионски поток - Група 1", а останалите отбори в "Изпадащи отбори - Група 2" като идеята е от сезон 2023/2024 тези две групи да трансформират в А ОГ София (столица) и Б ОГ София (столица). Съставът завършва на 6 място през есента даващо право на участие в група 1. След силен пролетен дял и не толкова силни последни срещи отборът завършва на 5 място в крайното класиране с актив от 25 точки в 13 срещи и съотношение 7 победи, 3 равенства и 3 загуби.
Сезон 2023/24 към момента отборът заема 12 място в класирането след изиграването на 7 кръга от началото на сезона с актив от 6т след 2 поредни победи в послдените два кръга.
(*) Информацията е към 12.10.2023 г.

## Сезони
| Сезон   | Група                                   | Място |
| ------- | --------------------------------------- | ----- |
| 2019/20 | А ОГ София (Столица) – юг               | 4/14* |
| 2020/21 | А ОГ София (Столица) – юг               | 6/12  |
| 2021/22 | А ОГ София (Столица) – юг               | 3/14  |
| 2022/23 | А ОГ София (Столица) - I фаза, II група | 6/14  |
| 2022/23 | А ОГ София (Столица) - II фаза, I група | 5/14  |

(*) Сезонът не завършва.

## Успехи
А ОГ София (столица), юг
- Бронзов медалист – 2021/22

 Зимна Купа "Иван Тодоров" - с. Подгумер
- Сребърен медалист – 2022

 Лятна Купа Требич
- Сребърен медалист – 2022
- Бронзов медалист – 2021

## Купа на Аматьорската Футболна Лига
| Сезон   | Турнир      | Кръг                               | Отбор                  | Резултат             |
| ------- | ----------- | ---------------------------------- | ---------------------- | -------------------- |
| 2019/20 | Купа на АФЛ | Област София (столица) – Финал     | ФК Надежда Доброславци | 1:6                  |
| 2022/23 | Купа на АФЛ | Област София (столица) – 1/4 Финал | ОФК София 1992         | 1:1 /8:7 след дузпи/ |
| 2022/23 | Купа на АФЛ | Област София (столица) – 1/2 Финал | ФК Левски-Раковски     | 0:4                  |
| 2023/24 | Купа на АФЛ | Област София (столица) – 1/4 Финал | ФК Казичене 1929       | 3:0 сл. резултат     |
| 2023/24 | Купа на АФЛ | Област София (столица) – 1/2 Финал | ФК Национал            | -:- предстоящ        |

## Купа на България
| Сезон   | Турнир           | Кръг                               | Отбор              | Резултат |
| ------- | ---------------- | ---------------------------------- | ------------------ | -------- |
| 2022/23 | Купа на България | Област София (столица) – Финал     | ФК Левски-Раковски | 1:5      |
| 2023/24 | Купа на България | Област София (столица) – 1/2 Финал | ФК Левски-Раковски | 4:1      |
| 2023/24 | Купа на България | Област София (столица) – Финал     | ФК Национал        | 0:3      |

## Състав
- Информацията е актуална към 12 октомври 2023 г.

## Треньори
| Име            | От   | До   |
| -------------- | ---- | ---- |
| Валентин Ванов | 2019 | 2020 |
| Юлиян Петков   | 2020 | –    |